# Lambrusco
 Lambrusco  és el nom d'una sèrie de vins italians de la zona nord del país, en concret d'Emilia-Romagna.
El lambrusco és en primer lloc un tipus de vinya amb 40 varietats.
La varietat de raïm i el vi Lambrusco es donen concretament a les províncies de Mòdena, Parma, i Reggio Emilia.
Del mateix tipus de vi hi ha quatre denominacions d'origen: Lambrusco Grasparossa di Castelvetro, Lambrusco di Sorba, Lambrusco Salamina di Santa Croce, i Lambrusco Reggiano, cadascun dels quals es correspon amb diverses varietats de raïm Lambrusco.
El lambrusco tradicional pot ser de gran qualitat.